# ヨリス・カイェンベ
ヨリス・カイェンベ（Joris Kayembe，1994年8月8日 - ）は、ベルギー・ブリュッセル出身のサッカー選手。ポジションはフォワード。KRCヘンク所属。

## 経歴
2013年、FCポルトと契約を交わした。2014-15シーズンはポルトのBチームでの出場が主だった。
2015年7月31日、リオ・アヴェFCに期限付き移籍。ジョリス・カイエンベは2017年6月14日に無償でFCナントへ移籍した。 2020年1月17日、彼はシャルルロワSCと2年契約を結んだ。 2023年5月、彼はヘンクへ移籍し、3年契約（さらに1年のオプション付き）を結んだ。